# Луна 16
Луна 16 е апарат, изстрелян от СССР по програмата Луна с цел изследване на Луната. Апаратът е първият безпилотен космически кораб, успял да кацне на повърхността на Луната и да върне на Земята образец от лунната почва. Осъществено е третото връщане на образци на Земята след американските пилотирани мисии Аполо 11 и 12.
Конструкцията на апарата се състои от два основни блока, монтирани един върху друг. Долният значително по-голям блок е спускаемият модул на апарата. Той има цилиндрична форма, и към него са монтирани двигателите и горивото необходими за спускане на повърхността на Луната, радар-висотомер и четири разгъващи се стойки. Основният двигател забавя скоростта на апарата и на определена височина той се изключва и се задействат допълнителни двигатели, позволяващи меко кацане на повърхността. Долният блок служи и за стартова платформа за горния блок, който се връща обратно на Земята. Към този блок са монтирани и телевизионна камера, термометри и гайгерови броячи, комуникационнатата система и механичната ръка, необходима за добиване на образеца от лунната почва.

## Мисия
Апаратът е изстрелян към Луната от околоземна орбита. На 13 септември е осъществена корекция на курса и на 17 септември 1970 г. той влиза в кръгова 111 километрова орбита с инклинация от 70 градуса около Луната. Изследвана е лунната гравитация. След корекции на 18 и 19 септември орбитата е променена, като периселенът е сведен до 15,1 km. Основният двигател за кацане е задействан на 20 септември в 05:12 ст. време по време на преминаване през периселен. На височина от 20 m над повърхността той се изключва и се задействат допълнителните двигатели, които се изключват на височина от 2 m. Апаратът пада на повърхността със скорост от 2,4 m/s в 05:18 ст. време, в областта на Маре Фекундитатис (Mare Fecunditatis / Морето на плодородието), на около 100 km западно от кратера Уеб. Мястото на кацане е с координати от 0°41' ю. ш. и 56°18' и. д. Апаратът тежи 1880 kg по време на кацането си. Радиобсерваторията в Бохум, тогава във ФРГ, докладва за силен и чист телевизионен сигнал от апарата.
Механичната ръка е задействана в 06:30 ст. време на 20 септември и пробива лунния реголит на дълбочина от 35 cm в продължение на 7 минути, преди да се натъкне на скала. Извадена е колона от материал с тегло от 105 g, който е поместен в херметизирания контейнер.
След 26 часа и 25 минути на повъръхността, в 07:43 ст. време на 21 септември модулът за доставка на образеца от лунна почва излита от повърхността на Луната. Останалата част от апарата остава на повърхността на Луната и продължава да предава данни за лунната температура и радиация.
Модулът с образеца се връща директно към Земята, без корекции на курса и по балистична траектория навлиза в земната атмосфера на 24 септември. Падането му бива забавено от парашути, и той каца в Казахстан в 05:25 ст. време Анализът на химичния състав на образеца показва сходство с материала, доставен от Аполо 12.
Луна 16 е исторически успех за космическата програма на СССР. Осъществено е първото автоматично доставяне на образци от друго небесно тяло на Земята.